# Sergej Kuzmič Buňačenko
Sergej Kuzmič Buňačenko (rusky Серге́й Кузьмич Буняченко; 5. října 1902, Korovjakovka, Kurská oblast – 1. srpna 1946, Moskva) byl původně důstojník Rudé armády, který se v době druhé světové války, po zajetí, stal generálmajorem Ruské osvobozenecké armády (ROA) spolupracující s nacistickým Německem. V době Pražského povstání se bojů zúčastnil na české straně.

## Život
Narodil se do chudé rolnické rodiny a v 15 letech, se v roce 1918 stal vojákem Rudé armády. Byl členem komunistické strany od roku 1919. Bojoval v ruské občanské válce na Ukrajině, proti basmačům ve střední Asii v letech 1924–31 a v sovětsko–japonské válce na Dálném východě u jezera Chasan v roce 1938. V roce 1937 mu za kritiku kolektivizace hrozilo vyloučení z komunistické strany, posléze obdržel důraznou výtku. V listopadu 1938 byl povýšen na plukovníka.
Během svých vojenských let studoval v letech 1921-1923 na Vyšší vojenské škole v Kyjevě a v letech 1932-1935 na Vojenské akademii M.V. Frunzeho v Moskvě.
V době druhé světové války měl hodnost plukovníka Rudé armády. Od března 1942 byl velitelem 389. pěší divize na zakavkazské frontě a během obranných bitev v srpnu 1942, dostal rozkaz vyhodit do povětří most přes řeku Těrek. Část jeho vojáků se však nestačila včas dostat přes most, Buňačenko proto neodpálil most, aby zachránil své vojáky. Za toto nedodržení rozkazu byl v září 1942 vojenským soudem Severní skupiny vojsk Zakavkazského frontu odsouzen k trestu smrti zastřelením. Rozsudek byl poté zmírněn na 10 let nucených prací, které měl vykonat až po válce. Poté byl zajat v prosinci 1942 na Kavkaze 25 km od Ordžonikidze průzkumnou skupinou 2. rumunské pěší divize a předán Německu.
Období od ledna do června 1943 strávil v zajateckých táborech, kde se seznámil s protisovětskými názory generála Vlasova. Poté vstoupil do Ruské osvobozenecké armády. Působil v důstojnické škole pro přípravu kádrů východních dobrovolníků. V září 1943 se stal spojovacím důstojníkem ROA začleněné do německé 7. armády ve francouzském Le Mans.
Po vylodění Spojenců v Normandii sestavil z východních dobrovolnických praporů kombinovaný pluk. S ním se ve dnech od 26. června do 7. července 1944 úspěšně zdržel postup spojeneckých vojsk v prostoru Saint-Lô. Za to byl vyznamenán Železným křížem II. stupně. Počátkem srpna byl představen generálu Vlasovovi a 10. listopadu 1944 jmenován velitelem 1. pěší divize ROA, kterou se mu podařilo sestavit, plně vystrojit a vyzbrojit.
V březnu 1945, již v hodnosti generálmajora, obdržel rozkaz přesunout divizi na východní frontu, kde byla 13. dubna nasazena proti oderskému předmostí 33. armády 1. běloruského frontu u Erlenhofu. Druhý den ale vydal pokyn k ústupu z fronty a navzdory německým rozkazům rozhodl o přesunu jižním směrem – do Čech. I přes nátlak německého polního maršála Ferdinanda Schörnera odmítl nasazení své divize na frontě u Brna.
V květnu 1945 během Pražského povstání se přidal na stranu povstaleckých Čechů a pomáhal jim se svou jednotkou osvobodit Prahu. Před postupující Rudou armádou uprchl do amerického zajetí, byl však americkou hlídkou předán veliteli 25. sovětského tankového sboru spolu s náčelníkem štábu divize podplukovníkem Nikolajevem a náčelníkem kontrarozvědky kapitánem Olchovnikem. Stalo se to 15. května ve vesnici Dvorec (dnes část Nepomuku). Američané vinili Buňačenka za jeho boj u Saint-Lô, který je stál těžké ztráty na životech. I to bylo jedním z důvodů, proč ho vydali Sovětům.
V Moskvě byl odsouzen Nejvyšším vojenským soudem SSSR za vlastizradu k trestu smrti a spolu s Andrejem Vlasovem a dalšími představiteli ROA byl 1. srpna 1946 oběšen v Butyrské věznici. Jeho pozůstatky byly zpopelněny a pohřbeny v bezejmenném hromadném hrobě Donského kláštera.